# Campo-Formio (metrostation)
Campo-Formio is een station van de metro in Parijs langs metrolijn 5, in het 13e arrondissement. Het station dankt zijn naam aan de nabijgelegen rue de Campo-Formio die zijn naam weer te danken heeft aan de Italiaanse plaats Campoformido
waar in 1797 het Verdrag van Campo Formio werd gesloten tussen Oostenrijk en Napoleon I. Door dat verdrag verkreeg Napoleon België, een deel van de linkeroever van de Rijn en de erkenning van de Cisalpijnse Republiek
Bobigny - Pablo Picasso · 
Bobigny - Pantin - Raymond Queneau · 
Église de Pantin · 
Hoche · 
Porte de Pantin · 
Ourcq · 
Laumière · 
Jaurès · 
Stalingrad · 
Gare du Nord · 
Gare de l'Est · 
Jacques Bonsergent · 
République · 
Oberkampf · 
Richard-Lenoir · 
Bréguet - Sabin · 
Bastille · 
Quai de la Rapée · 
Gare d'Austerlitz · 
Saint-Marcel · 
Campo-Formio · 
Place d'Italie